# Livke
Livke (znanstveno ime Clitocybe) so rod gliv iz družine livkark (Clitocybaceae).

## Značilnosti
Za livke so značilni lističi, ki se spuščajo po betu, lijakasti klobuki in trosi svetle barve, od bele, rumenkaste do rožnate. So gniloživke na razpadajoči gozdni stelji.
Nekatere vrste veljajo za užitne, mnoge pa so strupene, med drugim vsebujejo toksin muskarin. Razločevanje posameznih vrst je za nestrokovnjake na splošno težko, saj zahteva analizo mikroskopskih znakov, zato se le redko nabirajo za uživanje.
V rod livk so nekoč uvrščali nekatere glive, ki imajo podobne značilnosti, a so kasnejše analize dednega materiala pokazale, da so samo njihovi daljni sorodniki in so jih zato prestavili v posebne rodove:

- lijevke (Infundibulicybe)
- livkarice (Ampulloclitocybe)
- livniki (rhizocybe)
- lijački (Atractosporocybe)
- livkarji (Omphalotus)
- podviharke (Clitopaxillus)
- svetloglavke (Leucocybe).

## Seznam livk Slovenije[6]
- tratna livka (Clitocybe agrestis)
- vlažnoroba livka (Clitocybe angustissima)
- vrtnarska livka (Clitocybe augeana)
- zimska livka (Clitocybe brumalis)
- kakavnorjava livka (Clitocybe cacabus)
- skledasta livka (Clitocybe catinus)
- rebrava livka (Clitocybe costata)
- starikava livka (Clitocybe cyanolens)
- pobeljena livka (Clitocybe dealbata)
- lososova livka (Clitocybe diatreta)
- svečana livka (Clitocybe dionysae)
- iglična livka (Clitocybe ditopa)
- velesina livka (Clitocybe dryadicola)
- lična livka (Clitocybe elegantula)
- pašniška livka (Clitocybe fasciculata)
- Favrejeva livka (Clitocybe favrei)
- gorska livka (Clitocybe festiva)
- vonjava livka (Clitocybe fragrans)
- smrdeča livka (Clitocybe foetens)
- sivobetna livka (Clitocybe georgina)
- nakodrana livka (Clitocybe gibboides)
- sadna livka (Clitocybe harmajae)
- vodnata livka (Clitocybe hydrogramma)
- narezljana livka (Clitocybe incilis)
- rjaveča livka (Clitocybe martiorum)
- siveča livka (Clitocybe metachroa)
- poprhnjena livka (Clitocybe nebularis)
- dišeča livka (Clitocybe obsoleta)
- janeževa livka (Clitocybe odora)
- pogoriščna livka (Clitocybe paropsis)
- vodenasta livka (Clitocybe phaeophthalma)
- listna livka (Clitocybe phyllophila)
- pekoča livka (Clitocybe piperata)
- slivova livka (Clitocybe pruniodora)
- konopčasta livka (Clitocybe radicellata)
- kolobarčasta livka (Clitocybe rivulosa)
- luskata livka (Clitocybe squamulosa)
- vonjasta livka (Clitocybe suaveolens)
- sivorjava livka (Clitocybe subspadicea)
- popkasta livka (Clitocybe umbilicata)
- jelšina livka (Clitocybe velenovskyi)
- skrotovičena livka (Clitocybe vibecina)

Nekatere slovenske vrste, ki so nekoč spadale med livke in so sedaj uvrščene v druge rodove
- Clitocybe alexandri – zelenkasta podviharka (Clitopaxillus alexandri)
- Clitocybe candicans – opredena svetloglavka (Leucocybe candicans)
- Clitocybe connata – bela svetloglavka (Leucocybe connata)
- Clitocybe clavipes – betičasta livkarica (Ampulloclitocybe clavipes)
- Clitocybe geotropa – pozna lijevka (Infundibulicybe geotropa)
- Clitocybe gibba – rjava lijevka (Infundibulicybe gibba)
- Clitocybe illudens - oljkov livkar (Omphalotus olearius)
- Clitocybe nuda – vijoličasta kolesnica (Lepista nuda), po novem preimenovana v Collybia nuda[7]